# كوج ماإيهد
كوجِ ماإيهدَ (باليابانية: 前田 浩二) (3 فبراير 1969 في كاغوشيما في اليابان – )؛ هو لاعب كرة قدم ياباني سابق كان يلعب كمدافع.

## وصلات خارجية
- كوج ماإيهد على موقع رابطة كرة القدم اليابانية للمحترفين (اليابانية)
- كوج ماإيهد على موقع قاعدة بيانات كرة القدم.إي يو (الإنجليزية)
- كوج ماإيهد على موقع Soccerway.com (الإنجليزية)
- كوج ماإيهد على موقع عالم كرة القدم.نت (الإنجليزية)
- كوج ماإيهد على موقع كووورة